# Nowozelandzkie Wyspy Subantarktyczne
Nowozelandzkie Wyspy Subantarktyczne – część Nowej Zelandii, położone na południe i wschód od Wyspy południowej, obejmujące pięć grup wysp:
- Wyspy Antypodów
- Wyspy Auckland
- Wyspy Bounty
- Wyspy Campbella
- Wyspy Snares

W 1998 roku Nowozelandzkie Wyspy Subantarktyczne zostały wpisane na listę światowego dziedzictwa UNESCO ze względu na ich walory przyrodnicze. Wyspy charakteryzuje duża różnorodność biologiczna – występuje tu 126 gatunków ptaków, w tym 40 ptaków morskich.  